# Pauracris
Pauracris is een geslacht van rechtvleugeligen uit de familie veldsprinkhanen (Acrididae). De wetenschappelijke naam van dit geslacht is voor het eerst geldig gepubliceerd in 1972 door Descamps & Amédégnato.

## Soorten
Het geslacht Pauracris omvat de volgende soorten:
- Pauracris brachyptera Rowell, 2008
- Pauracris tenera Descamps & Amédégnato, 1972